# Манеаба
Манеа́ба — молитвенный дом общины в Кирибати, который, как правило, строится самым первым после основания деревни. План здания — прямоугольный, оно покрыто соломенными циновками и опирается на высокие столбы. Манеаба приспособлена к тропическому климату Кирибати идеально — в дождь здесь сухо, а в жару — прохладно.

## Ритуал возведения
Главенствующую роль в строительстве играет старейшина, зачастую он строит манеабу самостоятельно. Он обязан помнить и знать тысячи ритуалов, так как сооружение молитвенного здания сопровождается здесь уймой обрядов и табу. В первую очередь возводят каменный столб в центре стороны, направленной к северу, затем такой же — с противоположной (стороны имеют некоторые отличия), и только после этого возводится крыша и дверь (она всегда бывает низкой, чтоб каждый входящий обязательно поклонился), и лишь потом стены покрывают циновками. Рядом со зданием всегда располагают «военное каноэ» племени, и каждая манеаба имеет своё имя, неповторимость и традиции, как деревня или каноэ. Каждая деревня должна выделить в манеабе специальные места — «боти», для духов предков, причём, к ним относятся даже выходцы из деревни, проживавшие за многие мили от родины.

## Роль в обществе
В манеабе обсуждают вопросы, связанные с жизнью деревни — от распределения урожая до разрешения каких-либо конфликтов. Стоит отметить, что каждое решение должно выполняться безукоризненно, так как считается, что при принятии присутствовали духи, которых обманывать нельзя. Внутри манеабы действует строгий кодекс этикета. Самое почётное место занимают старейшины. Гость занимает в манеабе место, которое занимает в личном молитвенном доме, людям же, имеющим родственную связь с несколькими кланами, достаётся любое оставшееся свободное место. «Заседания» проводятся по строгому, незыблемому порядку — один из кланов заявляет о своих видах на урожай, другой его делит, третий — распределяет. С другими вопросами дело обстоит так же — каждый клан имеет собственную роль в обрядах. Причём придерживание церемонии соблюдается свято — любой проступок или малейшей уход от правил и традиций воспринимается как оскорбление.